# Hohensonne
Hohensonne ist ein Ortsteil der Gemeinde Aach in der Südeifel in Rheinland-Pfalz/Deutschland.

## Ortslage
Die Ortslage befindet sich etwa einen Kilometer westlich von Aach und sechs Kilometer nordwestlich des Zentrums der Stadt Trier. Die Siedlung entstand im 19. Jahrhundert.

## Kirche
1899 wurde von Johann Schneider aus Biewer, die Kirche Sankt Maria, allerseligste Jungfrau, ursprünglich als Kapelle gebaut. 1902 wurde diese von der Pfarrei Aach übernommen. Die heute unter Denkmalschutz stehende Filialkirche ist ein zweiachsiger, kleiner, steil proportionierter Giebelbau mit eingezogenem Chor. Neugotische Anklänge sind mit Rundbogenformen kombiniert. Eine Figur des heiligen Hubertus befindet sich in einer Nische. Gemalte Kreuzwegstationen im Nazarenerstil und der Kachelfußboden sind von der ursprünglichen Ausstattung erhalten.

## Verkehrsanbindung
Durch Hohensonne, das auf einem Bergrücken liegt, verläuft in diesem Abschnitt auf der Trasse der alten Römerstraße Trier–Neuss und der Wasserscheide zwischen Kyll und Sauer die B 51 zwischen Bitburg und Trier. Der Ort mit seinen rund 170 Einwohnern ist zwar noch ländlich geprägt, obwohl die Landwirtschaft mittlerweile kaum noch eine Rolle im Wirtschaftsleben spielt.